# Lotnisko Bielsko-Biała Aleksandrowice

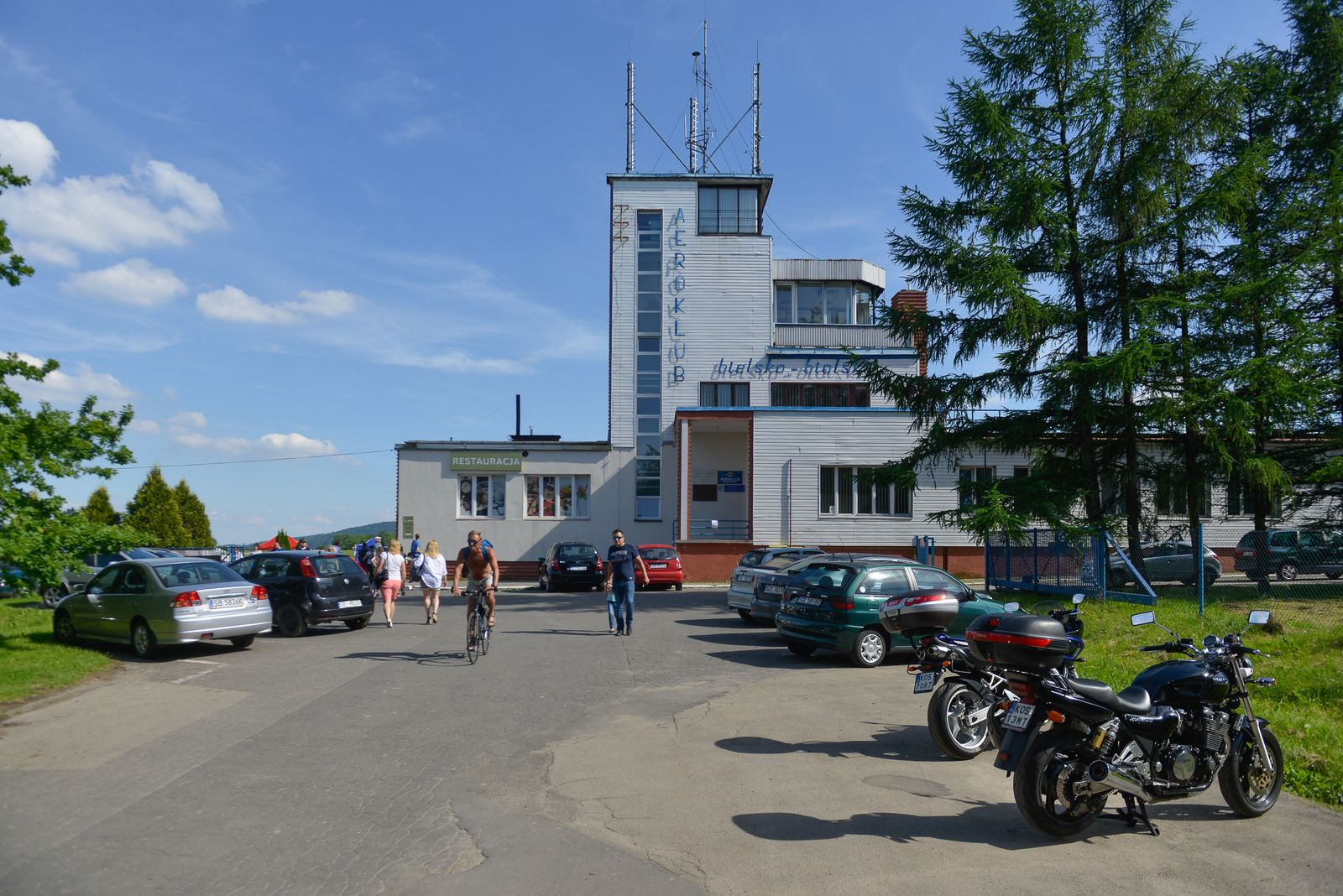
Budynek lotniska (czerwiec 2017)

Lotnisko Bielsko-Biała Aleksandrowice (kod IATA: QEO, kod ICAO: EPBA) – cywilne lotnisko sportowe Aeroklubu Bielsko-Bialskiego położone w dzielnicy Aleksandrowice w Bielsku-Białej. Jest bazą Aeroklubu Bielsko-Bialskiego.

## Dane lotniska
Od 1969 roku figuruje w ewidencji lotnisk Urzędu Lotnictwa Cywilnego pod poz. 1 (nr rejestracyjny 1).
Lotnisko użytku wyłącznego. Operacje lotnicze wyłącznie za pisemną zgodą Zarządzającego.
- Lotnisko: Aleksandrowice k/ Bielska-Białej – EPBA
- Współrzędne ARP wg (WGS–84):	
  - 49° 48' 17,99" N
  - 19° 00' 07,27" E
- Częstotliwość lotniska: 118,330 MHz – Bielsko Radio
- Pasy startowe:	
  - (DS 1) 510 × 100 m (093° 30"/273°30"), trawa
  - (DS 2) 480 × 100 m (074°30"/254°30"), trawa
  - (DS 3) 540 × 100 m (042°/222°), trawa
- MTOW/nośność drogi startowej: 5700 kg
- Odległość, kierunek od miasta: 4 km (2.2 NM), 240' GEO do centrum miasta Bielska-Białej
- Elewacja pasa startowego: 401 m / 1315 ft n.p.m.
- Dozwolony ruch lotniczy: VFR w dzień i w nocy
- Przestrzeń powietrzna: 
  - Lotnisko położone jest w przestrzeni powietrznej klasy G, w której służbę informacji powietrznej pełni FIS Kraków, częstotliwość 119,275 MHz, znak wywoławczy „Kraków Informacja”
- Godziny pracy Zarządzającego lądowiska (Aeroklubu Bielsko-Bialskiego): dni robocze od 8.00–16.00
  - Przyloty w godzinach pracy Zarządzającego należy uzgodnić z Zarządzającym
  - Przyloty poza godzinami pracy Zarządzającego oraz w dni świąteczne należy uzgodnić z Zarządzającym lądowiska z wyprzedzeniem 24 H
- Możliwość hangarowania:
  - Postój statków powietrznych możliwy na płycie lotniska
  - Hangarowanie możliwe po wcześniejszym uzgodnieniu
  - Obsługa techniczna po uprzednim uzgodnieniu w ramach posiadanych uprawnień
- Zasady użytkowania lotniska przez sekcje (spadochronowa, samolotowa) ustalane na bieżąco pomiędzy kierownikami sekcji i nadzorującym loty. Zezwala się na jednoczesne wykonywanie skoków spadochronowych i lotów  pojedynczych statków powietrznych przy zachowaniu dwustronnej łączności radiowej. Statki powietrzne nie uczestniczące w skokach powinny znajdować się w odległości 2 km od toru opadania skoczków spadochronowych.

Źródło 

## Historia
Do pierwszych konkretnych działań wokół budowy lotniska w Aleksandrowicach koło Bielska przystąpiono w 1933 roku. W lutym 1934 roku projekt lotniska w Bielsku został zatwierdzony przez Departament Aeronautyki Ministerstwa Spraw Wojskowych, a teren przyszłego lotniska tymczasowo wciągnięto do rejestru lotnisk, aż do czasu wydania zgody na jego użytkowanie i otwarcie dla ruchu lotniczego. Początkowo planowano, że lotnisko będzie miało charakter portu lotniczego obsługującego komunikację lotniczą. Jednocześnie miało być wykorzystywane do szkolenia w ramach Lotniczego Przysposobienia Wojskowego. 3 sierpnia 1934 roku mjr inż. Kazimierz Ziembiński oraz sekretarz Śląskiego OW LOPP Tadeusz Stopczyński przeprowadzili na miejscu odbiór prac polowych przeprowadzonych na 18 hektarach płyty lotniska. Niezwłocznie po zatwierdzeniu, wykonanego przez inż. Schayera – architekta Śląskiego Urzędu Wojewódzkiego w Katowicach projektu budowy portu lotniczego oraz hangarów, rozpisano przetarg na jego realizację. Drogę dojazdową na lotnisko, biegnącą od strony szosy Cieszyn–Bielsko, wykonał Wydział Dróg Powiatowych w Bielsku. Uroczyste otwarcie lotniska i pierwszej szkoły lotniczej L.O.P.P. im. marszałka Piłsudskiego odbyło się 31 maja 1936 roku.
1 września 1939 roku klucz samolotów PZL P.11c stacjonujących w Aleksandrowicach (122 eskadra myśliwska) zestrzelił 3 samoloty niemieckie. Jednym ze zwycięskich pilotów był podporucznik, późniejszy pułkownik pil. Wacław Król.
W czasie okupacji lotnisko w Aleksandrowicach, podobnie jak szkoła szybowcowa w Goleszowie, było wykorzystywane przez Niemców do szkolenia szybowcowego.
Z lotniska tego startowały do badań w locie szybowce skonstruowane i wykonane przez ówczesny Szybowcowy Zakład Doświadczalny (SZD).
Co roku w lecie odbywa się Międzynarodowy Piknik Lotniczy, którego atrakcją są dwudniowe pokazy lotnicze.